# La Recueja
La Recueja este un oraș din Spania, situat în provincia Albacete din comunitatea autonomă Castilia-La Mancha. Are o populație de 328 de locuitori (2007).